# LMS 4F形蒸気機関車
LMS 4F形蒸気機関車（LMS 4Fがたじょうききかんしゃ）は、イギリスのロンドン・ミッドランド・アンド・スコティッシュ鉄道（LMS）が導入した蒸気機関車の1形式である。車輪の配置に由来するダックシックス（Duck Sixes）の愛称がある。ヘンリー・ファウラーが設計した軸配置0-6-0（C）の貨物用用機関車で、1924年から1941年までに575両が製造された。本形式はロンドンミッドランドスコットランド鉄道にグループ化される前に、1911年から197両が製造された強力なミッドランド鉄道3835級蒸気機関車をベースに、わずかな変更が加えて4F形に再分類した。

## 概要
ミッドランド鉄道では、小型の機関車を多く採用していたが、貨物の取り扱い量が増加したために中型貨物機関車の必要性が生じた。ヘンリー・ファウラーは新しい機関車に0-6-0軸配置を採用した。
1911年に2両が試作として製造された。3835号と3836号は、1917年に追加の機関車が製造されるまで、この形式の唯一の機関車だった。
1922年のグループ化により、ロンドン・ミッドランド&スコットランド鉄道が形成され、ミッドランド鉄道が吸収された。ファウラーは新会社のチーフメカニカルエンジニアになり、ほとんどの技術者はミッドランド鉄道から来た。このため、ミッドランド鉄道のリトルエンジンポリシーはそのままで、さらに0-6-0が構築された。
0-6-0貨物用の新しい機関車は、ファウラー級4F形と呼ばれていた。これらは3835号の設計に密接に従ったが、いくつかのマイナーな改善があった。本形式は右ハンドルではなく左ハンドルを採用していた。これは本形式を新しいLMSポリシーに合わせる試みである。本形式の最大の問題は、軸箱が過熱する傾向があった点。ミッドランド鉄道の機関車は、過熱しやすい軸箱の短いベアリングで有名であり、3835クラスの軸箱の問題は、機械式潤滑装置を取り付けることでFowler 4Fで修正され、軸箱に十分な潤滑が確保された。
LMSは、1923年から1928年までに本機を530両を製造し、ミッドランド鉄道の機関車が4027で中断した後を継ぐ形で順番に番号を付けた。運行部門からの強い要請により、さらに45両の製造が、1937年にウィリアム・スタニアによって渋々承認された。
本形式はMRインフラストラクチャ全体で見ることができ、通常はさまざまな種類の貨物列車を運搬する。軸重が軽いため、支線をまたいで走ることができ、後年、旅客列車を牽引するのを見ることができました。
Fowler 4Fは、MR 3835クラスと同じ職歴を共有した。クラスはLMSの所有権の下で構築され、またLMSネットワーク全体で実行されるように設計されていたため、MR 3835クラスよりもさらに広がる可能性があった。
アームストロングホイットワースが製造した5つのエンジンのバッチは、もともとサマセットとドーセットの合同鉄道に基づいており、57から61の番号を取りました。
欠番となっている（4）4557– 4561 は、ミッドランド鉄道3835級の設計を元に1922年にサマセット・アンド・ドーセット共同鉄道向けに製造され、1930年にLMSの所有車に組み込まれた5台の機関車に付けられた。
1948年に全車がイギリス鉄道に編入され、40000を車番に追加した。1959年から1966年に廃車された。
3つのパワークラス4エンジンを備えたBRスタンダードクラスの導入により、3835クラスの廃車は、1954年に約35歳のNo.43862が廃止されたときに始まりました。11年後、クラスの22人のメンバーがまだ実行されているのを見ることができたが、1960年代初期にはエンジンがしばしば不潔な状態で働いていた。1965年の終わりまでに、クラスはすべて廃車され、機関車が1つしか残っていなかったため、バリースクラップヤードで保存が開始されました。
1959年、最初のファウラー4Fが撤退した。1966年までに11台のみが就役し、年末までにすべて廃車になった。3台の機関車が保存されている。
クラスの基本寸法には、0-6-0ホイール配置（連結ホイール-5フィート3インチ）、175 lbf / in2でプレスされたG7Sボイラー（内部に2つ）牽引シリンダー（直径20インチ、ストローク26インチ）、スティーブンソンバルブギアリング、総重量は48トン15 cwt（エンジンのみ）、牽引力は24,555 lbf（MR Power Class 4、LMS / BR 4F）。
ダービーワークス（MR）– No.3835から3936、3987から4026（1911（3835＆3836）、1917から1922）
アームストロングホイットワース– No.3937〜3986（1921〜1922）

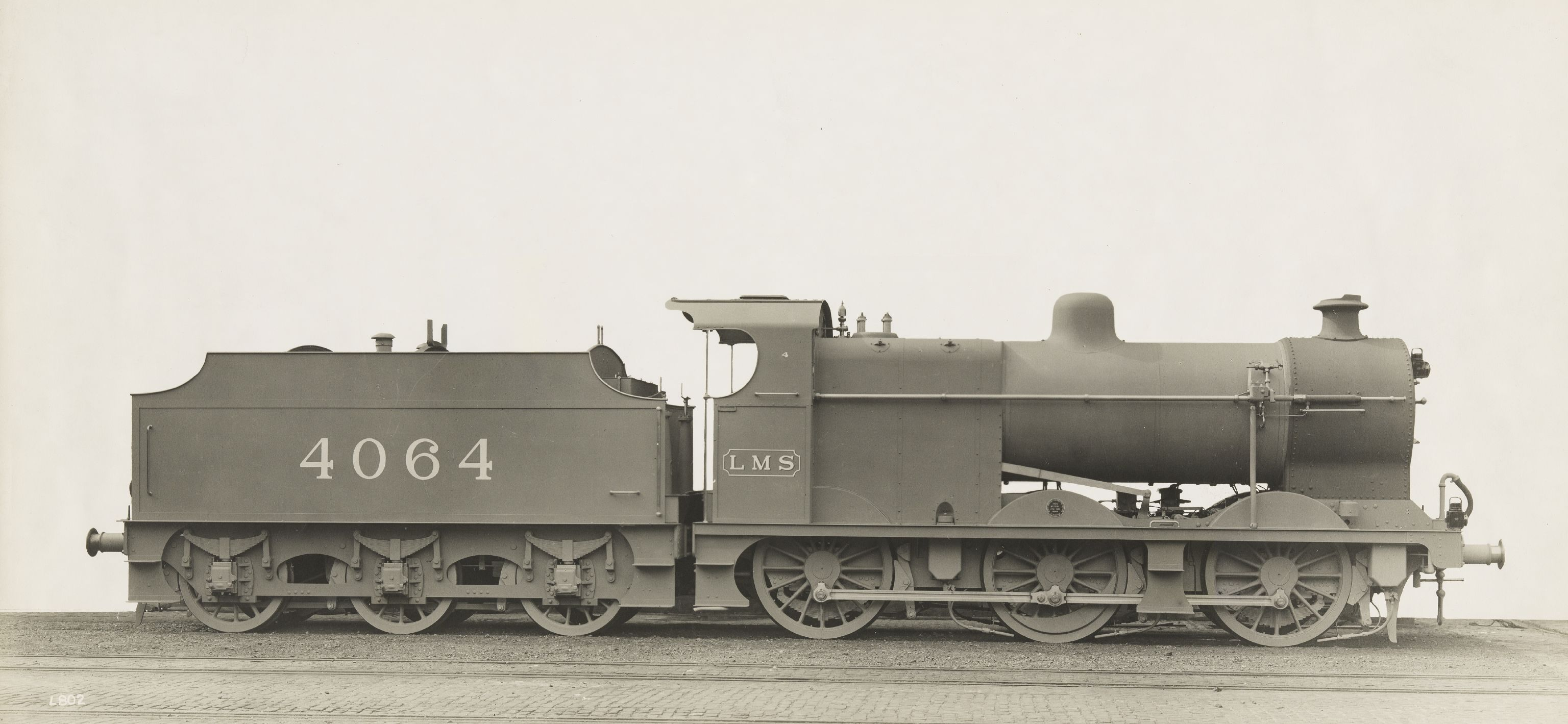
ノース・ブリティッシュで初期に製造されたNo.4064
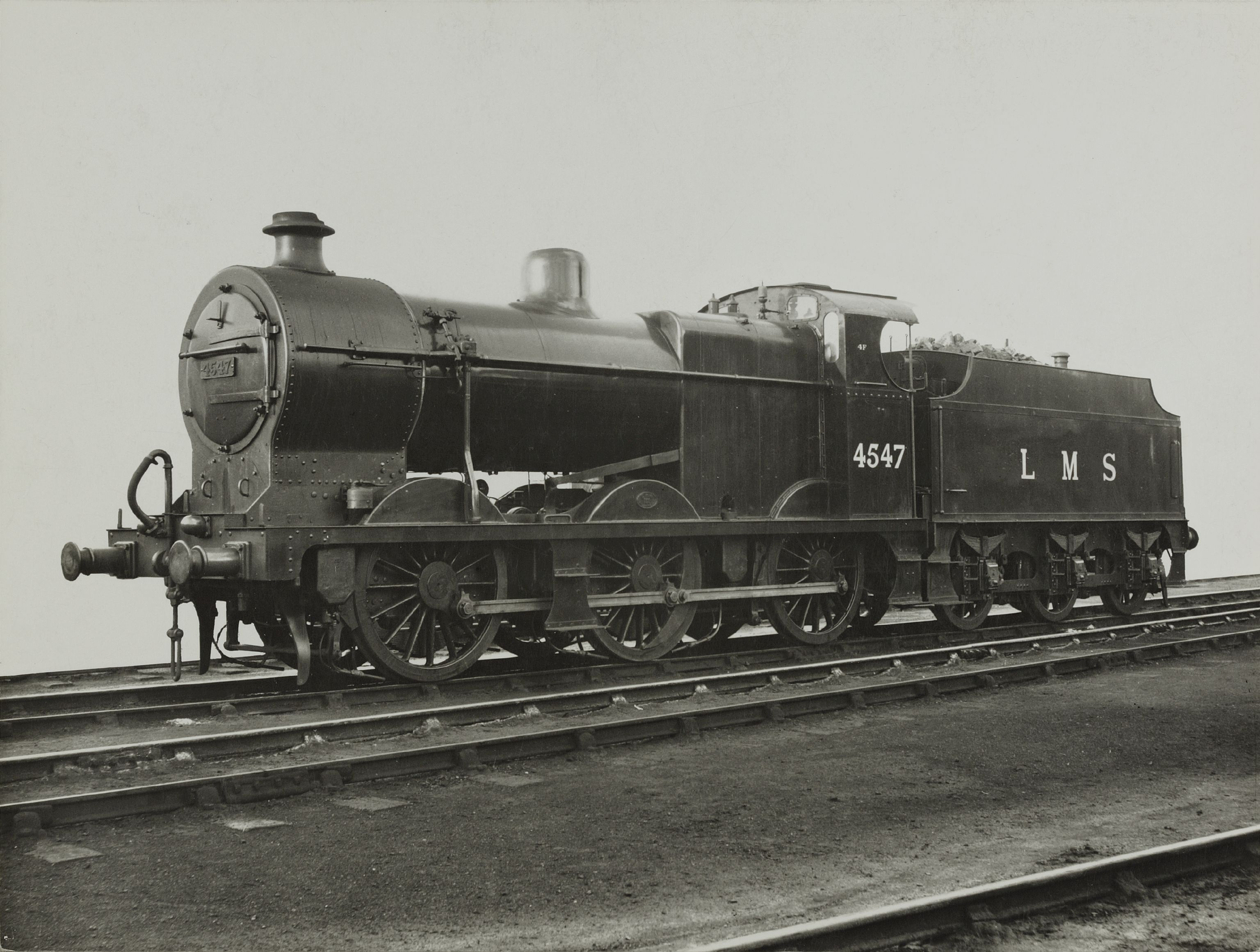
1928年にクルーで製造されたNo.4547